# Angela Höhler-Knösel
Angela Höhler-Knösel (* 29. August 1949 in Mühlhausen) ist eine frühere deutsche Rennrodlerin.
Angela Knösel startete für den SC Traktor Oberwiesenthal. Ihren nationalen wie auch internationalen Durchbruch hatte sie im Jahr 1968, als sie hinter Ortrun Enderlein Zweite bei den DDR-Meisterschaften auf der Spießbergbahn in Friedrichroda wurde und sich für die Olympischen Winterspiele in Grenoble qualifizierte. Wie auch Enderlein und Anna-Maria Müller wurde Knösel wegen angeblich unerlaubten Erhitzens der Kufen nach drei Läufen auf dem aussichtsreichen vierten Rang liegend disqualifiziert. 1969 wurde sie bei den DDR-Meisterschaften hinter Müller Vizemeisterin, 1970 gewann sie den Titel. Zudem wurde sie hinter Müller in Hammarstrand bei den Rennrodel-Europameisterschaften 1970 Zweite und gewann damit die Silbermedaille. Diese Medaille gewann sie auch im Jahr darauf in Imst hinter Erika Lechner. 1972 gewann sie hinter Ute Rührold und Müller, nun als Angela Höhler-Knösel, nochmals eine Bronzemedaille bei DDR-Meisterschaften.